# ニコラス・シュパレク
ニコラス・シュパレク（Nikolas Špalek  ,  1997年2月12日 - ）は、スロバキア・ニトラ県サラ出身のプロサッカー選手。セルビア・スーペルリーガのFK TSCに所属している。ポジションはMF。

## 来歴
2011年に地元のFCニトラのユースチームに入団し、2013-14シーズンにトップチームに昇格。12試合に出場した後、2014年1月にFCスパルタク・トルナヴァに移籍。更に翌年1月にはMŠKジリナに移籍し、中心選手として活躍。
2018年1月、セリエBのブレシア・カルチョに移籍。途中加入した2017-18シーズンは16位に終わったが、翌2018-19シーズンはセリエBで28試合2得点を記録し、優勝に貢献。2010-11シーズン以来のセリエA復帰に貢献した。
2022年8月12日、FK TSCに移籍した。

## 代表経歴
プロデビュー前の2011年から、各ユース世代のスロバキア代表で活躍している。